# Конструктивна географія і раціональне використання природних ресурсів
Конструкти́вна геогра́фія і раціона́льне використа́ння приро́дних ресу́рсів — спеціальність орієнтована на розроблення теоретичних основ комплексно-географічного обґрунтування раціонального природокористування Екологічно, територіально, соціально, економічно виправданого використання земельних, мінеральних, водних, кліматичних, біологічних та інших ресурсів, за якого забезпечується природна рівновага, не виникають екологічні катастрофи кризові ситуації внаслідок взаємодії суспільства і природного середовища. 
Наукові дослідження з цієї спеціальності передбачають також визначення екологічно безпечних змін і засобів збереження навколишнього природного середовища, норм екологічно допустимих антропогенних впливів на природні комплекси, всебічну оцінку природно ресурсного потенціалу територій.

## Напрямки досліджень
Основні напрямки досліджень:
Конструктивно-географічні дослідження
- Теоретичні основи раціонального природокористування, розроблення методів аналізу антропогенного впливу на природні комплекси.
- Територіальна організація й особливості інвентаризації природних ресурсів; ландшафтне обґрунтування використання природних ресурсів; географічний кадастр природних ресурсів.
- Принципи та методи прогнозування змін природного середовища, аналіз стійкості геосистем.
- Географічний моніторинг; аерокосмічний моніторинг компонентів природних і техногенних ландшафтів; геоінформаційні системи, їх застосування при вивченні та картографуванні природно-господарських систем.
- Конструктивно-географічні основи охорони природи і раціонального використання природних ресурсів; заповідні території в системі раціонального природокористування.
- Оптимізація геоморфологічних процесів управління ними в умовах техногенного навантаження.
- Антропогенний і техногенний рельєф.
- Раціональне землекористування ерозійно небезпечних територій; територіальна організація ерозійно небезпечних земель.
- Проблеми рекультивації земель, порушених промисловістю та сільськогосподарським виробництвом, протиерозійний і протидефляційний захист.
- Географічні дослідження й обґрунтування схем районного планування сільських і міських територій.
- Природно-господарські територіальні системи: закономірності просторової організації та функціонування; агроландшафтні системи; водогосподарські системи: особливості територіальної організації та моделювання.
- Меліоративна географія.

Еколого-географічні дослідження
- Антропогенний вплив на природне середовище та його еколого-економічні наслідки.
- Дослідження та прогнозування рівня забруднення природного середовища, ґрунтів, природних вод, атмосфери. Теоретичні та прикладні питання запобігання забрудненню. Вплив техногенного забруднення на стан здоров'я населення.
- Медико-географічні та медико-екологічні проблеми.
- Антропогенні й техногенні геосистеми, екосистеми, ландшафти.
- Геоекологічні проблеми рівнинних, гірських, прибережних морських ландшафтів.
- Геоекологічні основи охорони природи і раціонального використання природних ресурсів.
- Екологічна безпека ґрунтового покриву і сільськогосподарського виробництва.
- Географічні аспекти взаємодії в системі природа—господарство—населення; вплив забруднення на стан здоров'я населення.
- Екологічна безпека в природо- та ресурсокористуванні. Розроблення науково обґрунтованих заходів, спрямованих на збереження, раціональне використання і розвиток продуктивних сил в інтересах екологічно безпечного існування суспільства.
- Моніторинг стану та екологічних змін природного середовища. Спеціальні види картографування. Дистанційні методи як оперативне і достовірне джерело інформації про екологічну безпеку.
- Екологічна експертиза господарської діяльності та програм розвитку регіонів.
- Екологічна і природоохоронна освіта, філософські аспекти в дослідженнях екологічної безпеки.